# Fenestulipora cassiformis
Fenestulipora cassiformis is een mosdiertjessoort uit de familie van de Tubuliporidae. De wetenschappelijke naam van de soort is, als Tubulipora cassiformis, voor het eerst geldig gepubliceerd in 1915 door Harmer.